# لگاتو

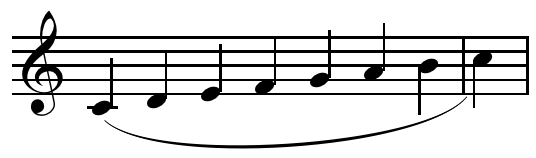
اجرای لگاتو در گام دو ماژور با استفاده از خط اتصال

لگاتو یا متصل (ایتالیایی: Legato) در تئوری موسیقی نشانه‌ای از اجرای موسیقی و نت‌نویسی برای حرکتِ پیوسته و غیر استاکاتو در یک جملهٔ موسیقی است که با استفاده از یک خطِ منحنی به نام خط اتصال، یا در جمله‌های طولانی‌تر با نوشتن (Legato) اجرا می‌شود.
لگاتو شکلی از جمله‌بندی یا «آرتیکولاسیون» در موسیقی است که برای نوعی از اجرا تفسیر می‌شود.
در سازهای زهی، لگاتو با حرکت آرشه در یک جهت و در سازهای بادی و خوانندگی با یک نفس اجرا می‌شود. در لگاتوهای طولانی نیز با کمترین سکوت بین جمله‌ها اجرا می‌شود. در این نوعِ اجرا، از تکنیک‌هایی مانند گلیساندو
نیز استفاده می‌شود.